# PURE Insurance Championship
Het First Tee Open is een jaarlijks golftoernooi in de Verenigde Staten, dat deel uitmaakt van de Champions Tour. Het vindt sinds 2004 telkens plaats op de Pebble Beach Golf Links en de Del Monte Golf Club in Monterey, Californië. Sinds 2011 wordt het toernooi georganiseerd als het Nature Valley First Tee Open at Pebble Beach.
Het toernooi wordt gespeeld in een strokeplay-formule met drie ronden en er is geen cut.

## Geschiedenis
In 2004 werd het toernooi opgericht als het The First Tee Open at Pebble Beach presented by Wal-Mart en de eerste editie werd gewonnen door de Amerikaan Craig Stadler. Sinds de oprichting wordt het toernooi georganiseerd in de maand september, behalve in 2011 en 2012 dat toen plaatsvond in de maand juli.

## Winnaars
| Jaar                                                     | Winnaar                                                  | Score                                                    | Score                                                    | Info                                                     |
| The First Tee Open at Pebble Beach presented by Wal-Mart | The First Tee Open at Pebble Beach presented by Wal-Mart | The First Tee Open at Pebble Beach presented by Wal-Mart | The First Tee Open at Pebble Beach presented by Wal-Mart | The First Tee Open at Pebble Beach presented by Wal-Mart |
| -------------------------------------------------------- | -------------------------------------------------------- | -------------------------------------------------------- | -------------------------------------------------------- | -------------------------------------------------------- |
| 2004                                                     | Craig Stadler                                            | 201                                                      | –15                                                      |                                                          |
| Wal-Mart First Tee Open at Pebble Beach                  |                                                          |                                                          |                                                          |                                                          |
| 2005                                                     | Hale Irwin                                               | 203                                                      | –13                                                      |                                                          |
| 2006                                                     | Scott Simpson                                            | 204                                                      | –12                                                      |                                                          |
| 2007                                                     | Gil Morgan                                               | 202                                                      | –14                                                      |                                                          |
| Walmart First Tee Open at Pebble Beach                   |                                                          |                                                          |                                                          |                                                          |
| 2008                                                     | Jeff Sluman                                              | 202                                                      | –14                                                      |                                                          |
| 2009                                                     | Jeff Sluman                                              | 206                                                      | –10                                                      |                                                          |
| Home Care & Hospice First Tee Open at Pebble Beach       |                                                          |                                                          |                                                          |                                                          |
| 2010                                                     | Ted Schulz                                               | 202                                                      | –14                                                      |                                                          |
| Nature Valley First Tee Open at Pebble Beach             |                                                          |                                                          |                                                          |                                                          |
| 2011                                                     | Jeff Sluman                                              | 206                                                      | –10                                                      | Recordwinnaar met drie zeges                             |
| 2012                                                     | Kirk Triplett                                            | 206                                                      | –10                                                      |                                                          |
| 2013                                                     | Kirk Triplett                                            | 205                                                      | –11                                                      |                                                          |
| 2014                                                     | n.n.b. (26-28 september)                                 |                                                          |                                                          |                                                          |

| Toernooirecord |  | po = winnaar na play-off |